# Glazba u 1974.
Glazba u 1974. godini.

## Svijet

### Izdanja
Objavljeni studijski, koncertni i kompilacijski albumi, singlovi, maksi singlovi, EP-ovi.
Za poznate glazbenike koje su tad objavili djelo, ali nisu ga objavili nosaču zvuka kod izdavačke kuće, nego u vlastitom izdanju, to ulazi ovdje. Isto vrijedi i za one glazbenike koji (ni)su djelovali u doba kad nije bilo nosača zvuka, nego su djelo objavili u pisanom obliku.

### Koncertne turneje
Održane koncertne turneje.
- Alice Cooper – The Billion Dollar Babies Tour,  1973. – 1974.[1]
- Crosby, Stills, Nash & Young – The So Far Tour,  1974.[1]
- Joni Mitchell –  1974 Tour, 1974.[1]
- Elton John – 1974 North American Tour, 1974.[1]
- Genesis – The Lamb Lies Down on Broadway Tour,  1974. – 1975.[1]

### Istaknuti koncerti
Povijesno važni koncerti, prvi povijesni koncert nekog glazbenog subjekta ili posljednji (oproštajni) koncert nekog glazbenog subjekta.

### Europska natjecanja
Europska glazbena natjecanja.
- Pjesma Eurovizije:

### Osnivanja
Osnivanja poznatih izdavačkih kuća, sastava, prvi glazbeni angažman, glazbenih emisija na radiju, televiziji, glazbenih časopisa ili portala, pokretanje glazbene manifestacije, izgradnja poznate koncertne dvorane ili otvaranje poznatog glazbenog kluba, pojava (nastanak ili dolakak) glazbenog pravca i sl.
- Bob Seger and the Silver Bullet Band

### Gašenja i raspuštanja
Gašenja ili preuzimanja poznatih izdavačkih kuća, sastava, glazbenih emisija na radiju, televiziji, glazbenih časopisa ili portala, glazbene manifestacije, raspuštanja glazbenih subjekata i sl.

### Rođenja
Rođenja poznatih glazbenika i osoba u svezi s glazbom.
- 13. veljače – Robbie Williams, britanski pjevač
- 22. travnja – Shavo Odadjian, basist je alternativnog metal sastava System of a Down, te sastava Achozen.
- 23. svibnja – Jewel
- 27. svibnja – Denise van Outen
- 1. lipnja – Alanis Morissette, kanadsko–američka je pjevačica i pisac pjesama
- 12. srpnja – Sharon den Adel, nizozemska pjevačica, glavna vokalistica i jedna od tekstopisateljica nizozemskog simfonijskog metal sastava Within Temptation
- 27. srpnja – Pete Yorn
- 29. kolovoza – Mario Winans, američki je pjevač, tekstopisac i glazbeni producent
- 4. rujna – Nona Gaye
- 6. rujna – Nina Persson, švedska pjevačica i tekstopisac
- 2. studenog – Nelly, američki pjevač i reper.
- 5. studenoga – Ryan Adams, američki alt-country/rock pjevač i tekstopisac
- 15. studenoga – Chad Kroeger, američki glazbenik, vodeći vokal i gitarist kanadskog rock sastava Nickelback

### Smrti
Smrti poznatih glazbenika i osoba u svezi s glazbom.

### Ostalo
Uvođenje novih nosača zvuka, medijskog servisa i distribucijskog kanala i sl.

## Hrvatska i u Hrvata

### Kandidiranje za europska i svjetska natjecanja
Hrvatski kandidat za Pjesmu Eurovizije na Jugoviziji.

### Izdanja
Objavljeni studijski, koncertni i kompilacijski albumi, singlovi, maksi singlovi, EP-ovi.
Za poznate glazbenike koje su tad objavili djelo, ali nisu ga objavili nosaču zvuka kod izdavačke kuće, nego u vlastitom izdanju, to ulazi ovdje. Isto vrijedi i za one glazbenike koji (ni)su djelovali u doba kad nije bilo nosača zvuka, nego su djelo objavili u pisanom obliku.

### Osnivanja
Osnivanja poznatih izdavačkih kuća, udruga, sastava, prvi glazbeni angažman, glazbenih emisija na radiju, televiziji, glazbenih časopisa ili portala, pokretanje glazbene manifestacije, izgradnja poznate koncertne dvorane ili otvaranje poznatog glazbenog kluba, pojava (nastanak ili dolakak) glazbenog pravca i sl.

### Gašenja i raspuštanja
Gašenja ili preuzimanja poznatih izdavačkih kuća, sastava, glazbenih emisija na radiju, televiziji, glazbenih časopisa ili portala, glazbene manifestacije, raspuštanja glazbenih subjekata i sl.

### Rođenja
Rođenja poznatih glazbenika i osoba u svezi s glazbom.

### Smrti
Smrti poznatih glazbenika i osoba u svezi s glazbom.

### Ostalo
Uvođenje novih nosača zvuka, medijskog servisa i distribucijskog kanala i sl.